# Cyclone (Marvel Comics)
Pour les articles homonymes, voir Cyclone (homonymie).
Cyclone est le nom de plusieurs super-vilains appartenant à l’univers de Marvel Comics. 

## Histoire

### André Gérard
Ce personnage a été créé par Gerry Conway et Ross Andru dans The Amazing Spider-Man #143 d'avril 1975.
Ingénieur licencié par l’OTAN, André Gérard avait une dent contre les États-Unis. Il devint le mercenaire Cyclone, premier du nom, tout d'abord en indépendant, puis pour le compte de la Maggia. Il combattit Spider-Man et Moon Knight. Il fut tué par Scourge.
Lors du crossover Dark Reign, Gerard fit partie des victimes de Scourge ressuscitées par The Hood pour éliminer le Punisher.

### Gregory Stevens
Ce personnage a été créé par Sholly Fisch, Mark Bagley, Don Hudson dans Marvel Comics Presents #97 en janvier 1992.
Un employé de Justin Hammer, Gregory Stevens, utilisa la combinaison de son prédécesseur, devenant le deuxième Cyclone. Il mourut dans un accident de montagne.

### Pierre Fresson
Ce personnage a été créé en juin 1997 par Kurt Busiek, Mark Bagley, Vince Russell dans Thunderbolts #3.
La mafia française récupéra la combinaison et la confia à Pierre Fresson, mais ce dernier s'en servit pour son propre compte, avant d'être employé par Hammer.
Rejoignant les Maîtres du Mal menés par Crimson Cowl (Justine Hammer, la fille du magnat de l’industrie), Fresson affronta les Thunderbolts.  Il tenta ensuite de prendre le contrôle d'une branche européenne de la Maggia mais échoua à cause des Vengeurs.
Il tenta de voler un laboratoire appartenant au Baron Zemo, mais les Thunderbolts et la Veuve noire intervinrent.
Il fut de nouveau engagé par Crimson Cowl pour asservir les Thunderbolts, à son corps défendant car Justine Hammer se servit d'une bio-toxine pour faire chanter les Maîtres du Mal. Il lui resta toutefois loyal. Œil-de-Faucon lui proposa de se racheter en rejoignant les Thunderbolts, avec quelques anciens Maîtres du Mal. Avec l'aide de Silver Sable, Crimson Cowl fut vaincue.
Lors d'un conflit avec le SHIELD, il voulut fuir, mais fut capturé.

### David Cannon
Ce super-vilain, n’ayant aucun rapport avec les trois précédents, est appelé Whirlwind dans la version originale. Ce nom a parfois été traduit Cyclone en français.

## Pouvoirs
- Le costume de Cyclone permet de générer des vents très rapides, atteignant plus de 200 km/h.
- Cyclone peut les contrôler et leur donne la forme de petites tornades.
- Grâce à sa maîtrise sur l'air et les courants aériens autour de lui, Cyclone peut voler ou même soulever une proie.
- Il peut aspirer l'air d'un endroit donné, en particulier une pièce.
- Les rafales de vent projetées suffisent à faire tomber une personne et à l'assommer.
- Le costume est équipé d'un masque protégeant la vue et l'audition de son porteur.